# Senátní obvod č. 14 – České Budějovice
Senátní obvod č. 14 – České Budějovice je podle zákona č. 247/1995 Sb. tvořen východní částí okresu České Budějovice, ohraničenou na západě obcemi Bečice, Čenkov u Bechyně, Dobšice, Žimutice, Dolní Bukovsko, Drahotěšice, Vlkov, Hosín, Hrdějovice, České Budějovice, Srubec, Ledenice, Borovany a Petříkov, a západní částí okresu Jindřichův Hradec, ohraničenou na východě obcemi Cep, Majdalena, Třeboň, Lužnice a Klec.
Současným senátorem je od roku 2024 Zbyněk Sýkora.

## Senátoři
| Volby | Volby | Senátor | Senátor         | Volební strana | Navrhující strana | Politická příslušnost | Odkaz  |
| ----- | ----- | ------- | --------------- | -------------- | ----------------- | --------------------- | ------ |
|       | 1996  |         | Jiří Pospíšil   | ODS            | ODS               | ODS                   | profil |
| 2000  |       |         | Jiří Pospíšil   | ODS            | ODS               | ODS                   |        |
| 2006  |       |         | Jiří Pospíšil   | ODS            | ODS               | ODS                   |        |
|       | 2012  |         | Jiří Šesták     | STAN, „HOPB“   | STAN              | „HOPB“                | profil |
|       | 2018  |         | Ladislav Faktor | NK             | NK                | BEZPP                 | profil |
|       | 2024  |         | Zbyněk Sýkora   | ODS            | ODS               | ODS                   |        |

## Volby

### Rok 1996
Při prvních senátních volbách v roce 1996 se v tomto obvodu volil senátor na 4 roky. V prvním kole byl jednoznačně nejúspěšnější kandidát vládní ODS a bývalý náměstek ministra obrany Jiří Pospíšil, který obdržel 40,4 %. Společně s ním postoupil ještě právník Vladimír Papež z ČSSD. Pospíšil byl úspěšnější i ve druhém kole, získal 56,1 % a stal se prvním českobudějovickým senátorem.
| Kandidát | Kandidát                         | Volební strana | Navrhující strana | Politická příslušnost | Počet hlasů (1. kolo) | %     | Počet hlasů (2. kolo) | %     |
| -------- | -------------------------------- | -------------- | ----------------- | --------------------- | --------------------- | ----- | --------------------- | ----- |
|          | PhDr. Jiří Pospíšil              | ODS            | ODS               | ODS                   | 15 728                | 40,40 | 22 147                | 56,11 |
|          | JUDr. Vladimír Papež             | ČSSD           | ČSSD              | ČSSD                  | 7 718                 | 19,83 | 17 322                | 43,89 |
|          | MUDr. Radoslav Beránek           | ODA            | ODA               | ODA                   | 4 987                 | 12,81 | —                     | —     |
|          | doc. RNDr. Miroslav Tetter, CSc. | KDU-ČSL        | KDU-ČSL           | KDU-ČSL               | 4 762                 | 12,23 | —                     | —     |
|          | Mgr. Miluše Joanidisová          | KSČM           | KSČM              | KSČM                  | 4 728                 | 12,15 | —                     | —     |
|          | František Kubát                  | NEI            | NEI               | BEZPP                 | 824                   | 2,12  | —                     | —     |
|          | RSDr. Jan Komenda                | SDL            | SDL               | SDL                   | 181                   | 0,46  | —                     | —     |

### Rok 2000
Při druhých senátních volbách v roce 2000 stávající senátor za ODS Jiří Pospíšil svůj mandát obhajoval. První kolo bylo velmi vyrovnané a s 28,4 % hlasů zvítězil právě Pospíšil, o necelé půlprocento za ním zaostal kandidát Čtyřkoalice a lékař Petr Petr. Ve druhém kole pak Pospíšil obdržel 51,9 %, a udržel si tak svůj senátorský mandát.
| Kandidát | Kandidát                  | Volební strana | Navrhující strana | Politická příslušnost | Počet hlasů (1. kolo) | %     | Počet hlasů (2. kolo) | %     |
| -------- | ------------------------- | -------------- | ----------------- | --------------------- | --------------------- | ----- | --------------------- | ----- |
|          | PhDr. Jiří Pospíšil       | ODS            | ODS               | ODS                   | 10 547                | 28,43 | 10 290                | 51,86 |
|          | MUDr. Petr Petr, Ph.D.    | 4KOALICE       | KDU-ČSL           | KDU-ČSL               | 10 388                | 28,00 | 9 549                 | 48,13 |
|          | RSDr. Petr Braný          | KSČM           | KSČM              | KSČM                  | 6 057                 | 16,33 | —                     | —     |
|          | JUDr. Vladimír Papež      | ČSSD           | ČSSD              | ČSSD                  | 5 503                 | 14,83 | —                     | —     |
|          | Ing. arch. Hana Urbancová | VPM            | VPM               | VPM                   | 2 888                 | 7,78  | —                     | —     |
|          | Jaroslav Pavlíček         | PB             | PB                | PB                    | 855                   | 2,30  | —                     | —     |
|          | Jiří Šumský               | SZ             | SZ                | SZ                    | 850                   | 2,29  | —                     | —     |

### Rok 2006
Jiří Pospíšil ve volbách v roce 2006 opět obhajoval mandát senátora na Českobudějovicku. V prvním kole byl tentokrát úspěšnější, když získal 36,6 % hlasů. Do druhého kola postoupil ještě českobudějovický primátor Miroslav Tetter z KDU-ČSL, který ale obdržel pouze 36,6 % a druhé kolo prohrál. Pospíšilův mandát tak mohl pokračovat dalších šest let.
| Kandidát | Kandidát                         | Volební strana | Navrhující strana | Politická příslušnost | Počet hlasů (1. kolo) | %     | Počet hlasů (2. kolo) | %     |
| -------- | -------------------------------- | -------------- | ----------------- | --------------------- | --------------------- | ----- | --------------------- | ----- |
|          | PhDr. Jiří Pospíšil              | ODS            | ODS               | ODS                   | 15 162                | 36,55 | 12 839                | 63,35 |
|          | doc. RNDr. Miroslav Tetter, CSc. | KDU-ČSL        | KDU-ČSL           | KDU-ČSL               | 6 005                 | 14,47 | 7 425                 | 36,64 |
|          | MUDr. Lumír Mraček               | SNK ED         | SNK ED            | SNK ED                | 5 977                 | 14,40 | —                     | —     |
|          | Mgr. Eduard Zeman                | ČSSD           | ČSSD              | ČSSD                  | 5 488                 | 13,22 | —                     | —     |
|          | Ing. Ivan Tekel                  | KSČM           | KSČM              | BEZPP                 | 3 959                 | 9,54  | —                     | —     |
|          | Ing. Miroslav Hule               | SZ             | SZ                | SZ                    | 2 964                 | 7,14  | —                     | —     |
|          | JUDr. Elvíra Tomášková           | KONS           | KONS              | BEZPP                 | 1 135                 | 2,73  | —                     | —     |
|          | JUDr. Miroslav Kříženecký        | „21“           | „21“              | BEZPP                 | 792                   | 1,90  | —                     | —     |

### Rok 2012
Ve volbách v roce 2012 již Jiří Pospíšil mandát neobhajoval a ODS místo něj do voleb postavila bývalého hejtmana Jihočeského kraje Jana Zahradníka. Ten získal 30,1 % a hladce postoupil do druhého kola, ve kterém se střetl s českobudějovickým radním Jiřím Šestákem z hnutí „Občané pro Budějovice“, který kandidoval s podporou hnutí STAN. Šesták obdržel v druhém kole 55 % a přerušil sérii vítězství ODS v tomto obvodě. Šesták se během svého senátorského mandátu stal také místopředsedou Senátu za Klub Starostové a nezávislí.
| Kandidát | Kandidát                   | Volební strana | Navrhující strana | Politická příslušnost | Počet hlasů (1. kolo) | %     | Počet hlasů (2. kolo) | %     |
| -------- | -------------------------- | -------------- | ----------------- | --------------------- | --------------------- | ----- | --------------------- | ----- |
|          | Mgr. Jiří Šesták, Ph.D.    | STAN, HOPB     | STAN              | „HOPB“                | 9 412                 | 22,91 | 11 495                | 54,99 |
|          | RNDr. Jan Zahradník        | ODS            | ODS               | ODS                   | 12 357                | 30,08 | 9 408                 | 45,0  |
|          | Mgr. Ivana Stráská         | ČSSD           | ČSSD              | ČSSD                  | 7 158                 | 17,42 | —                     | —     |
|          | Alena Nohavová             | KSČM           | KSČM              | KSČM                  | 6 226                 | 15,15 | —                     | —     |
|          | Ing. Jaromír Talíř         | KDU-ČSL        | KDU-ČSL           | KDU-ČSL               | 2 956                 | 7,19  | —                     | —     |
|          | Ing. Marie Paukejová       | SBB            | SBB               | SBB                   | 1 188                 | 2,89  | —                     | —     |
|          | Miroslav Holler            | KSČ            | KSČ               | KSČ                   | 945                   | 2,3   | —                     | —     |
|          | akad. arch. Jindřich Goetz | SPOZ           | SPOZ              | SPOZ                  | 831                   | 2,02  | —                     | —     |

### Rok 2018
Úřadující senátor Jiří Šesták ve volbách v roce 2018 opět obhajoval senátorský mandát za HOPB a STAN. Už v prvním kole ale obdržel pouze 27,3 % zatímco jeho soupeř pro druhé kolo dokonce 41,1 % hlasů. Hudebník Ladislav Faktor, který kandidoval jako nezávislý, potom zvítězil i v kole druhém a po zisku 61,9 % se stal novým českobudějovickým senátorem. V rámci Senátu se přidal do Senátorského klubu ODS.
| Kandidát | Kandidát                                       | Volební strana | Navrhující strana | Politická příslušnost | Počet hlasů (1. kolo) | %     | Počet hlasů (2. kolo) | %     |
| -------- | ---------------------------------------------- | -------------- | ----------------- | --------------------- | --------------------- | ----- | --------------------- | ----- |
|          | JUDr. Ladislav Faktor                          | NK             | NK                | BEZPP                 | 17 916                | 41,05 | 12 547                | 61,88 |
|          | Mgr. Jiří Šesták, Ph.D.                        | STAN, HOPB     | STAN              | HOPB                  | 11 908                | 27,28 | 7 727                 | 38,11 |
|          | Richard Schötz                                 | KSČM           | KSČM              | KSČM                  | 3 633                 | 8,32  | —                     | —     |
|          | doc. PhDr. Mgr. Lubomír Pána, Ph.D., dr. h. c. | SPD            | SPD               | SPD                   | 3 242                 | 7,42  | —                     | —     |
|          | Ing. Štěpán Tampír                             | Svobodní       | Svobodní          | Svobodní              | 2 243                 | 5,36  | —                     | —     |
|          | MUDr. Blanka Sýkorová Jakubcová                | PRO Zdraví     | PRO Zdraví        | PRO Zdraví            | 1 766                 | 4,04  | —                     | —     |
|          | Ing. Miloslav Procházka, CSc.                  | ČSSD           | ČSSD              | ČSSD                  | 1 753                 | 4,01  | —                     | —     |
|          | Ing. Marie Paukejová                           | ČSNS           | ČSNS              | BEZPP                 | 1 082                 | 2,47  | —                     | —     |

### Rok 2024
Ve volbách v roce 2024 již Ladislav Faktor neobhajoval mandát senátora. Mezi kandidáty na nového senátora byli bývalý primátor Českých Budějovic Juraj Thoma, který kandidoval za hnutí STAN a HOPB, předseda Českého paralympijského výboru Zbyněk Sýkora z ODS, kterého rovněž podporovaly KDU-ČSL a TOP 09, a také Ladislav Ondřich, bývalý ředitel Letiště České Budějovice. O post senátora rovněž usilovali advokát a někdejší předseda KSČM Vojtěch Filip, obchodní zástupce a kandidát ND Václav Kupilík a bezpečnostní pracovník JE Temelín a kandidát koalice SPD a Trikolora Jan Tkaczik.
V prvním kole vyhrál s 39,84 % hlasů Zbyněk Sýkora. Do druhého kola s ním postoupil také Ladislav Ondřich, který obdržel 21,88 % hlasů. Ve druhém kole vyhrál Zbyněk Sýkora, který získal 68,23 % hlasů.
| Kandidát | Kandidát                                 | Volební strana | Navrhující strana | Politická příslušnost | Počet hlasů (1. kolo) | %     | Počet hlasů (2. kolo) | %     |
| -------- | ---------------------------------------- | -------------- | ----------------- | --------------------- | --------------------- | ----- | --------------------- | ----- |
|          | Bc. Zbyněk Sýkora, MBA                   | ODS            | ODS               | ODS                   | 15 145                | 39,84 | 11 898                | 68,23 |
|          | Ing. Ladislav Ondřich, MBA, LL.M.        | ANO            | ANO               | BEZPP                 | 8 318                 | 21,88 | 5 539                 | 31,76 |
|          | Mgr. Juraj Thoma                         | STAN, HOPB     | STAN              | HOPB                  | 7 912                 | 20,81 | —                     | —     |
|          | JUDr. Vojtěch Filip                      | KSČM           | KSČM              | KSČM                  | 3 740                 | 9,83  | —                     | —     |
|          | PhDr. Mgr. Jan Tkaczik, Ph.D., mjr. v.v. | SPD, Trikolora | SPD               | SPD                   | 2 415                 | 6,35  | —                     | —     |
|          | Václav Kupilík                           | ND             | ND                | BEZPP                 | 484                   | 1,27  | —                     | —     |

## Volební účast
|  | nejvyšší volební účast |  | nejnižší volební účast |

| Rok  | % (1. kolo) | % (2. kolo) |
| ---- | ----------- | ----------- |
| 1996 | 36,00       | 36,29       |
| 2000 | 35,51       | 17,82       |
| 2006 | 39,51       | 18,02       |
| 2012 | 39,23       | 18,44       |
| 2018 | 40,43       | 17,87       |
| 2024 | 35,09       | 15,60       |